# St. Alban (Gabsheim)

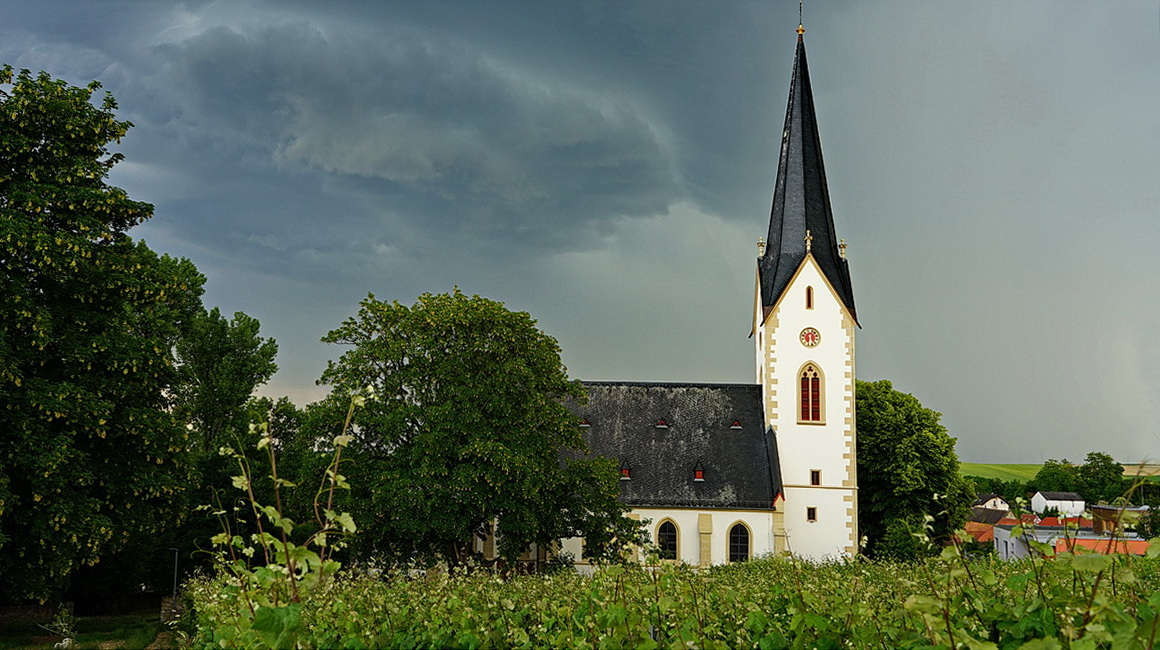
Kirche in Gabsheim

St. Alban ist eine katholische Filialkirche in Gabsheim. Die nach Alban von Mainz benannte Kirche ist in der Denkmalliste des Landes Rheinland-Pfalz enthalten, siehe auch: Liste der Kulturdenkmäler in Gabsheim.

## Bauwerk

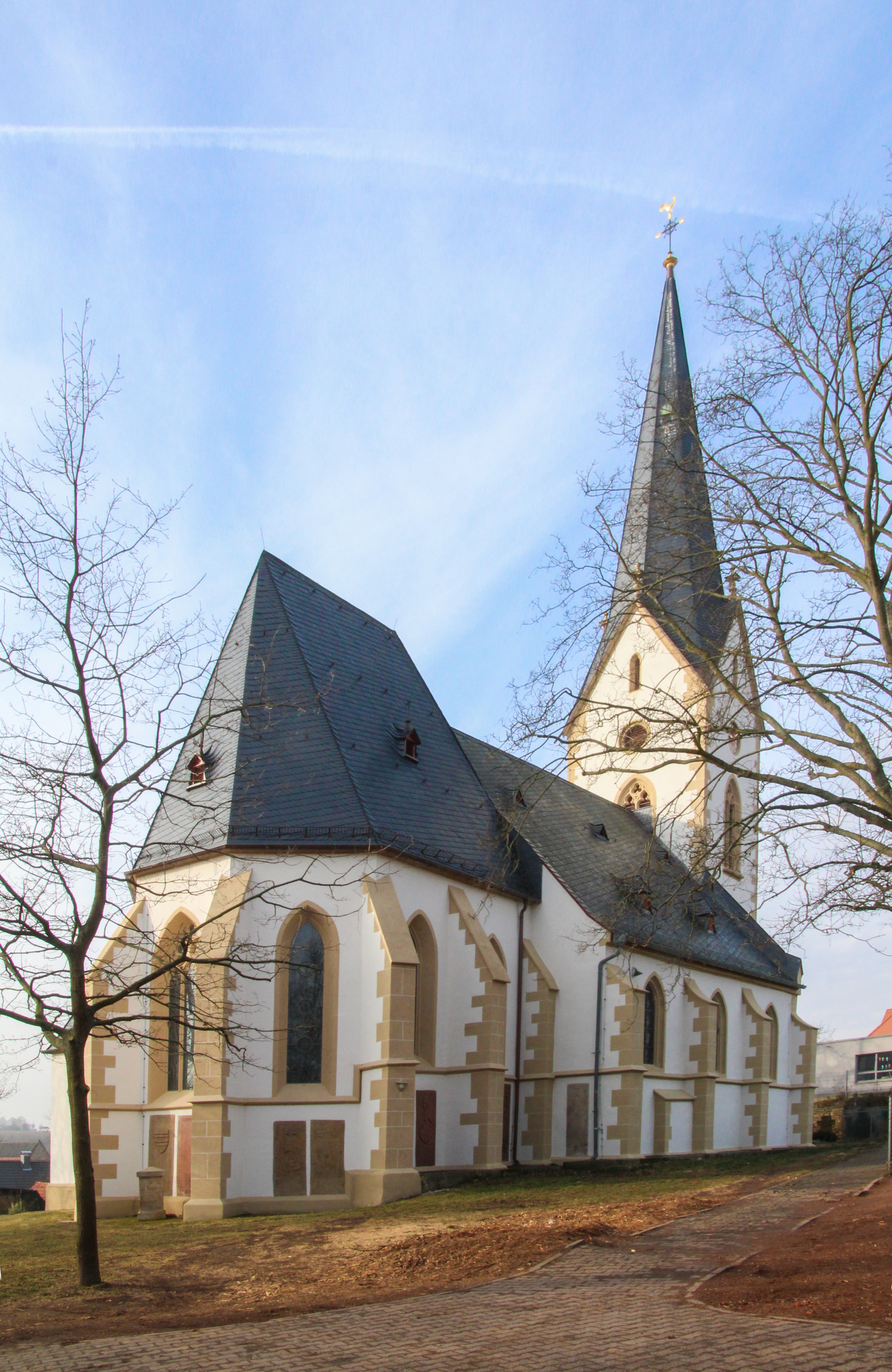
Gabsheim Kirche St. Alban von Nordosten

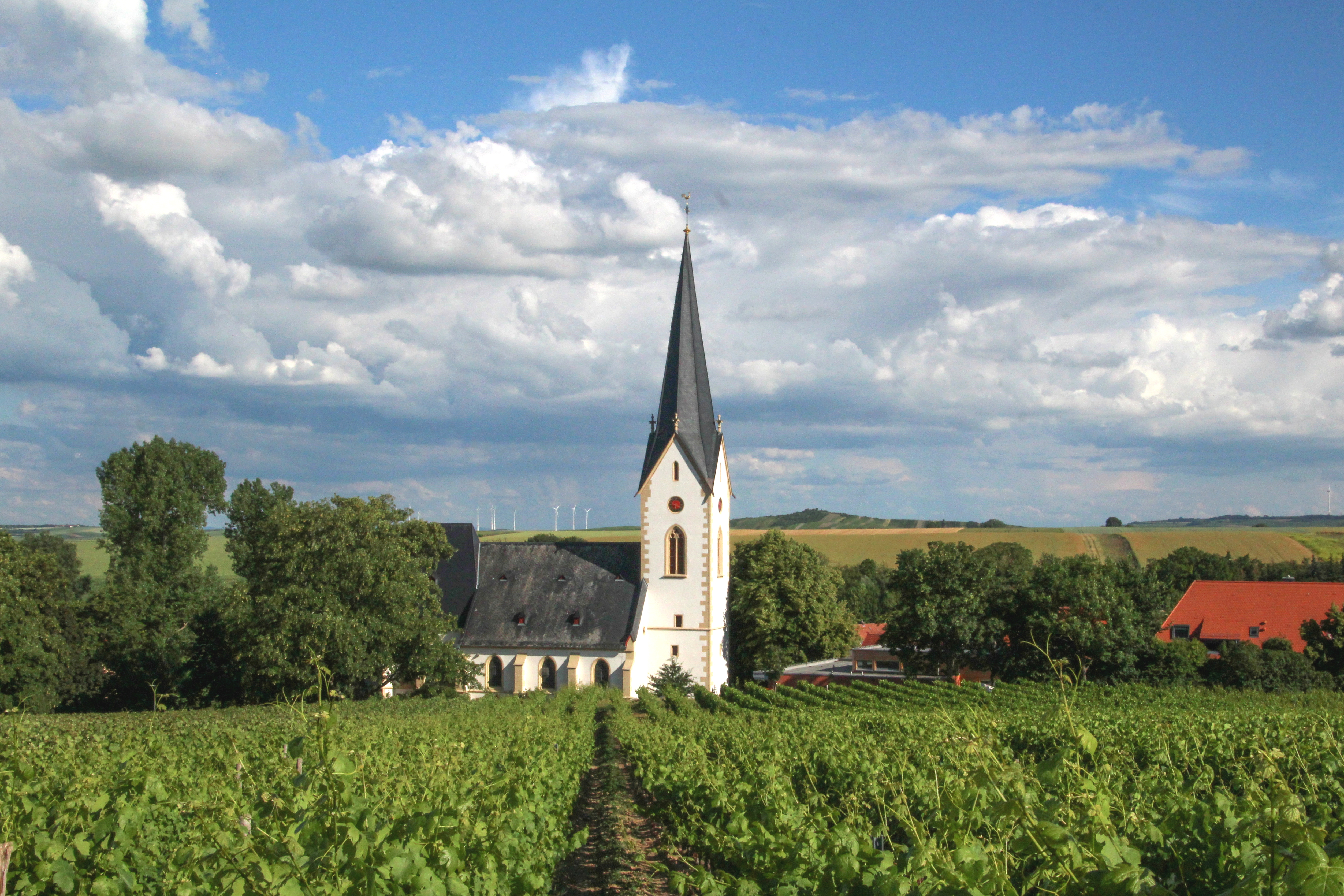
Gabsheim Kirche St. Alban von Norden

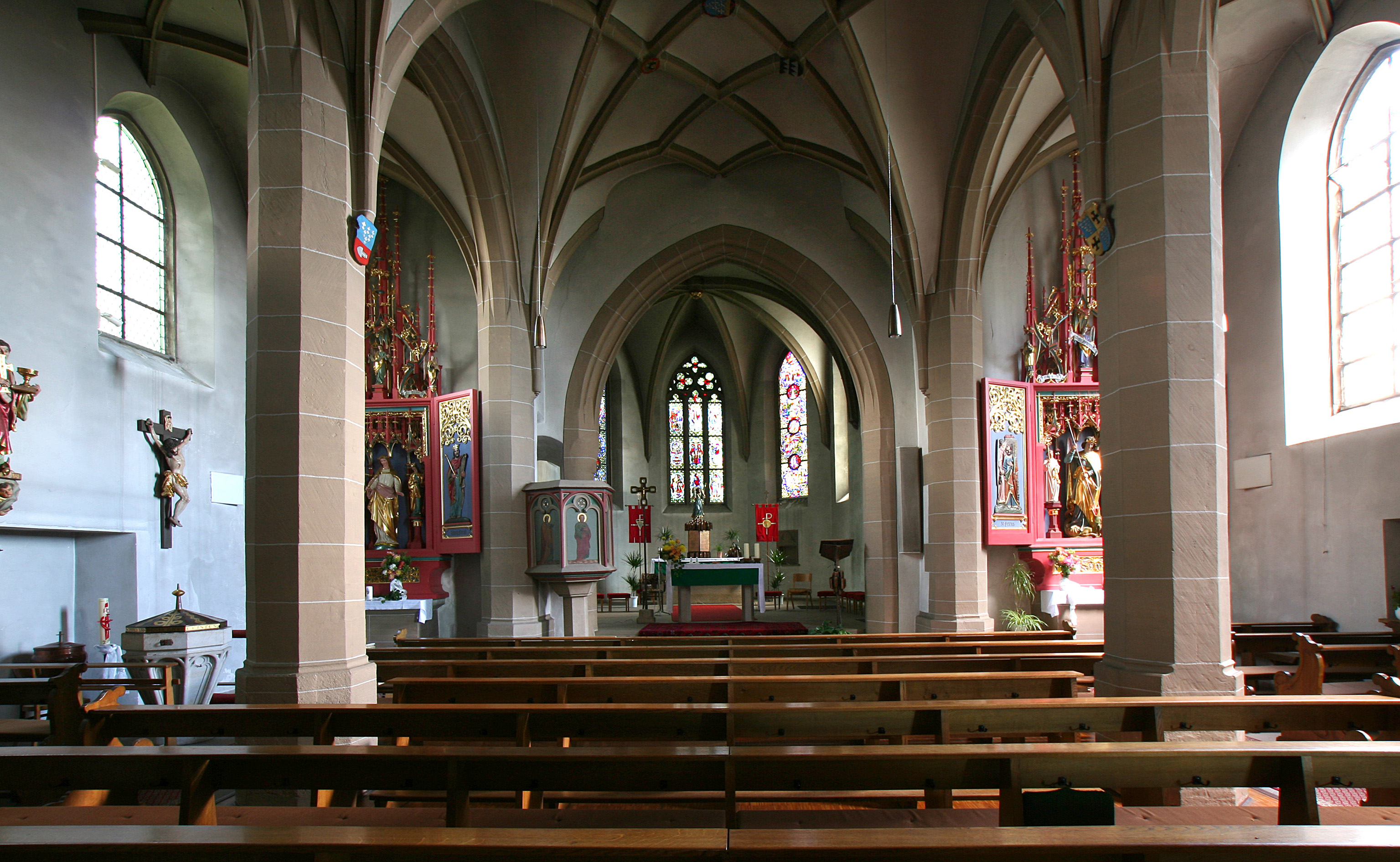
Gabsheim St. Alban Innenansicht

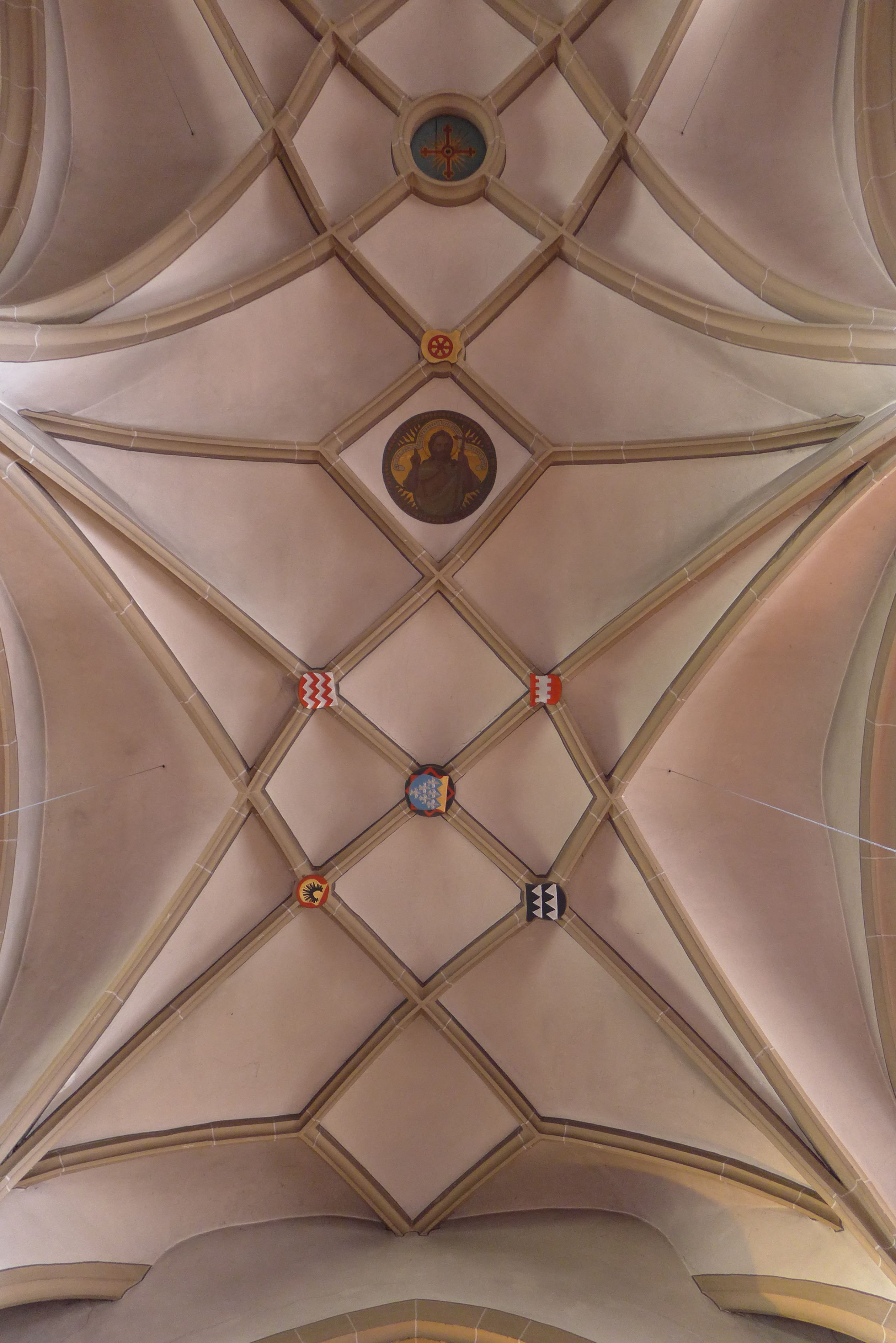
Gabsheim St. Alban Netzgewölbe

Die spätgotische Hallenkirche steht auf einem ehemals befestigten Friedhof. Der Chor mit Fünfachtelschluss stammt wohl noch aus dem 14. Jahrhundert (vergleiche im Nachbarort: St. Wigbert (Schornsheim)). Das Langhaus um 1490, ursprünglich einschiffig, erst um 1518 wahrscheinlich durch Steinmetzen der Meisenheimer Hütte (Philipp von Gmünd) zur Hallenkirche in der Teilung 3 mal 3 ausgebaut und mit durchlaufendem Rippennetz über Achteckpfeilern gewölbt.
Westturm um 1500, mit gewölbtem Erdgeschoss.

## Geschichte
Die katholische Kirche in Gabsheim gehört zu den ältesten und größten Kirchen Rheinhessens und ist durch ihre beherrschende Lage über dem Ort ein markanter Punkt für die gesamte Umgebung. Die frühmittelalterliche Kirche wurde 1164 durch Papst Lucius III. als Besitz der Benediktinerabtei St. Alban bei Mainz bestätigt. Bis heute ist sie dem heiligen Alban geweiht.
Mainzer Domvikar Georg Helwich schrieb eine erste Beschreibung der Gabsheimer Kirche, als er 1612 zur Weinlese in Gabsheim weilte. Diese Beschreibung erschien in seiner handschriftlichen Sammlung „Syntagma monumentorum et epitaphiorum“
Der 1164 erwähnte Vorgängerbau wich gegen Ende des 15. Jahrhunderts einem großen Neubau im gotischen Baustil. Als Baumeister kommt historisch wie stilistisch auch ein Mitglied der „Meisenheimer Schule“ in Frage. Ob der Entwurf Philipp von Gmünd selbst zuzurechnen ist, kann nicht belegt werden. Eine neuerliche Erweiterung der Gabsheimer Kirche wurde 1768 eingeweiht. Ungeachtet dessen behielt der Gesamtbau einschließlich des Turmes seinen gotischen Charakter bei. Er zeigt sich von außen vor allem im mächtigen Chor mit seinen Strebepfeilern. Im Inneren ist es das Hauptschiff mit seinen feinen, wappengeschmückten Netzgewölben, das den räumlichen Höhepunkt bildet. Aus gotischer Zeit stammen bedeutsame Bildwerke der Ausstattung (Kanzel, Taufstein) sowie an der Außenseite der Kirche verschiedene Grabplatten der ehemals hier begüterten Adelsgeschlechter, darunter die Winter von Rüdesheim und bes. das Rittergeschlecht Bube von Geispitzheim bzw. Fetzer von Geispitzheim.
Seit 2025 hat die einstige Pfarrkirche nur noch den Status einer Filialkirche inne und gehört als solche zur Großpfarrei St. Lioba Rheinhessen-Mitte in der Region Rheinhessen des Bistums Mainz.

## Ausstattung
Der Sakramentsschrein stammt um 1500. Der Taufstein mit Blendmaßwerk um 1510.
Das Kirchengerät stammt aus dem 18. Jahrhundert und umfasst Monstranz, Rauchfässer, Weihrauchschiffchen, Ampel und Leuchter.
Holzfiguren:
- Auferstandener Christus, 16. Jahrhundert (in der Sakristei).
- Guter Hirte, um 1730, von Martin Biterich
- Joh. Nepomuk, um 1730, von Martin Biterich
- Lebensgroßer heiliger Alban auf barocker Engelskonsole, von Otto Kirsch um 1970.

Im Chor befindet sich ein Grabstein eines Dalbergschen Kindes († 1564).
Außen am Chor Grabsteine der Ritter Bube von Geispitzheim, 14. bis 15. Jahrhundert.
Kriegerdenkmal 1914/18, von 1922, erweitert 1959.
Um die Kirche befindet sich der ehemalige Friedhof mit vor allem barocken und klassizistischen Grabsteinen aus dem 18. und 19. Jahrhundert.